# Джанаба
Джана́ба (араб. جَنَابَة‎ —  осквернение‎) — в исламе — состояние ритуальной нечистоты; обстоятельства, нарушающие ритуальную чистоту, требующие большого очищения. Человек в этом состоянии называется джунуб (араб. جُنُبٌ‎ —  осквернённый‎).
Нарушение ритуальной чистоты происходит от участия в оскверняющих действиях. В зависимости от мазхаба, оценки степени осквернения и перечень оскверняющих веществ и предметов немного отличается. Состояние ритуальной нечистоты наступает после эякуляции и поллюции (у мужчин), менструации и послеродового кровотечения (у женщин), половых отношений.
Для очищения необходимо совершить полное купание (гусль). Если осквернение было греховным (развратные действия, пьянство и т. п.), то на мусульманина возлагают «обязанность совершить искупительные действия и принести покаяние».
В состоянии джанаба мусульманину нельзя находиться в мечети, читать Коран и прикасаться к нему, совершать хадж, таваф и молитву (за исключением особых случаев).